# Unión Democrática de Cataluña
Unión Democrática de Cataluña (UDC; en catalán, Unió Democràtica de Catalunya, o simplemente Unió) fue un partido político español de ámbito catalán, que existió entre 1931 y 2017. Fue uno de los dos socios de la federación de partidos Convergència i Unió (CiU), junto con Convergencia Democrática de Cataluña, hasta la disolución de CiU en junio de 2015.
Se describía como un partido nacionalista catalán y democristiano, y defendía un catalanismo de centro y moderado pero sin renunciar explícitamente a la independencia, ya que abogaba por constituir un Estado confederal en España compuesto por entidades soberanas (entre ellas Cataluña) que pudieran llegar a independizarse. Tenía alrededor de 3500 afiliados y simpatizantes. Su último presidente fue Josep Antoni Duran i Lleida.
Tras la ruptura de CiU, UDC sufrió la escisión de la mitad de su militancia. UDC quedó sin representación en las elecciones al Parlamento de Cataluña de 2015 y entró en concurso de acreedores con una deuda superior a los 22 millones de euros. El 24 de marzo de 2017 el partido confirmó a sus afiliados que iniciaba el proceso de liquidación, lo que automáticamente supuso la desaparición.

## Historia del partido

### Fundación

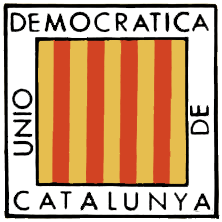
Logotipo de UDC en 1931.

El partido fue fundado el 7 de noviembre de 1931, durante la Segunda República Española, como una formación de carácter catalanista y de inspiración cristiana, aunque no confesional. La creación del partido tiene su origen en un manifiesto aparecido en el diario conservador El Matí, firmado por Josep O. Anguera, Pere Arderiu, Xavier Aragó, Pere Aragai, Esteve Farré, Josep M. Farré, Àngel Grau, Joan Guinart, Josep M. Modolell, Jaume Morera Millaret, Àngel Morera, Manuel Pugués, Pau Romeva i Ferrer, Joan Baptista Roca i Caball, Mauricio Serrahima Bofill, Ramon Sunyer, Manuel Thió, Ramon Trinxet, Lluís Vila i d'Abadal y Josep Vilaplana. A mediados de 1932 se unieron al partido, entre otros, Manuel Carrasco Formiguera, antiguo militante de Acció Catalana, Miquel Coll, Joaquim Huguet Rigau,Josep Maria Trias i Peitx, Fèlix Duran y otros más.
La mayoría de los miembros del nuevo partido político procedían del carlismo, al que habían decidido abandonar porque la Junta Regional de la Comunión Tradicionalista adoptó una posición ambigua en relación con el Estatuto de Autonomía de Cataluña, formalmente favorable pero muy reticente en realidad por el carácter laico del texto; y de Acció Catalana, partido que abandonaron algunos militantes por su voto favorable a la Constitución republicana, en especial a aquellos artículos que consideraban incompatibles con sus opiniones religiosas; aunque también se incorporaron otros grupos menores de militantes provenientes de la Liga Regionalista o incluso de Esquerra Republicana de Catalunya.
El nuevo partido, a pesar de hallarse en pleno período constitutivo, tuvo un diputado en las Cortes Constituyentes de la República constituidas tras las elecciones generales de 1931, Manuel Carrasco Formiguera, y otro en el nuevo Parlamento de Cataluña surgido tras las elecciones autonómicas de 1932, Pau Romeva i Ferrer.
Por otro lado, el nuevo partido rápidamente estableció vínculos con el minoritario sindicato Unió de Treballadors Cristians de Catalunya, también de inspiración cristiana, fundado en 1934.

### Segunda República española y guerra civil
Durante la Segunda República Española, Unió Democràtica de Catalunya mantuvo una postura moderada.
Así, por ejemplo, apoyó la Ley de Contratos de Cultivo de 1934 impulsada por la izquierda, que pretendía sustituir los contratos enfiteuticos de rabassa morta para el arrendamiento de campos de cultivo de vides por figuras más cercanas a la propiedad para los pequeños agricultores, siendo ésta una de las medidas solicitadas por la Unió de Rabassaires, el sindicato agrario próximo a Esquerra Republicana de Catalunya. En Cataluña la ley se enfrentó a la fuerte oposición de la Liga Regionalista. Dicha ley fue posteriormente anulada por el Tribunal de Garantías Constitucionales durante la etapa de gobierno de coalición entre el Partido Republicano Radical de Alejandro Lerroux y la Confederación Española de Derechas Autónomas de José María Gil-Robles, etapa denominada por la izquierda como Bienio Negro.
Por el contrario, el 6 de octubre de 1934, cuando el presidente de la Generalidad de Cataluña Lluís Companys proclamó el Estado Catalán dentro de la República Federal Española, tras la amenaza de anulación de la Ley de Contratos de Cultivos por el nuevo Gobierno republicano, Unió Democràtica de Catalunya no le prestó su apoyo.
El 17 de julio de 1936 tuvo lugar un fallido golpe de Estado militar, que en Barcelona tuvo su repercusión al día siguiente, 18 de julio, y que, tras fracasar, abrió paso a la guerra civil española. La situación política dejó a Unió Democràtica de Catalunya en una difícil posición. Por un lado, al proclamar su fidelidad al régimen republicano y mantener su ideario nacionalista catalán, el bando sublevado los colocó automáticamente en la situación de enemigos de su régimen. Por otro lado, el hecho de profesar un ideario católico les hacía sospechosos ante los sectores obreros que apoyaban al Gobierno republicano. Por este motivo, los militantes y dirigentes de Unió Democràtica de Catalunya fueron perseguidos en el territorio que quedó en manos gubernamentales, especialmente por exaltados anarquistas. Algunos de sus dirigentes, como Francesc de Paula Badia, fueron asesinados.
Otros dirigentes prefirieron trasladarse al País Vasco, cuyo Gobierno, en manos de un partido con un ideario similar, el Partido Nacionalista Vasco, se había alineado también a favor del Gobierno republicano. Fue el caso, por ejemplo, de Manuel Carrasco Formiguera, uno de los más significados dirigentes del partido. Desde allí, en colaboración con el ministro del PNV Manuel Irujo Ollo trabajó para intentar lograr normalizar las relaciones entre el Gobierno republicano y la Santa Sede.
Sin embargo, Manuel Carrasco Formiguera fue hecho prisionero al ser abordado su barco por buques de guerra de la Marina de los sublevados, siendo condenado a muerte en juicio sumarísmo y fusilado en Burgos en abril de 1938, al igual que fueron represaliados otros militantes del partido.
Tras la caída de Cataluña en manos de los sublevados, la mayoría de los dirigentes del partido optaron por el exilio, en su mayor parte en Francia.

### Dictadura franquista
Desde el mismo final de la guerra civil y del inicio del franquismo, algunos de los dirigentes y militantes que habían permanecido en España, junto con algunos exiliados que fueron de los primeros en regresar, se dedicaron a la reconstrucción del partido, en la clandestinidad, siendo así uno de los partidos de oposición al franquismo. En esta línea destacaron políticos como Miquel Coll o Joan Baptista Roca, entre otros.
Las actividades de la reconstruida Unió Democràtica de Catalunya se centraron en temáticas culturales, relativas a la lengua catalana o la Historia de Cataluña, aunque participaron igualmente en los primeros intentos de coordinación de los partidos democráticos de oposición al régimen franquista, como el Consell Nacional de la Democràcia Catalana, fundado ya en 1944. Por otro lado, militantes del partido, como Maurici Serrahima, tomaron parte en las redes de evasión de perseguidos por la Alemania nazi o la Francia de Vichy, así como de militares Aliados, especialmente aviadores derribados, ayudándolos a transitar de la frontera francesa hasta la portuguesa, desde donde podían dirigirse hacia el Reino Unido o los Estados Unidos.
En 1945, se integró en Unió Democràtica de Catalunya un grupo de militantes procedentes del Front Universitari de Catalunya, entre los que cabe destacar a Josep Benet i Morell.
En 1957, desde el partido se colaboró en la refundación de la Federació Nacional d'Estudiants de Catalunya, y en la fundación del sindicato de inspiración cristiana Solidaritat d'Obrers Cristians de Catalunya. Por otro lado, en los años 1960 colaboraron con el movimiento Crist Catalunya, al igual que con el político nacionalista Jordi Pujol, en los llamados fets del Palau de la Música o en el boicot organizado contra el diario La Vanguardia, de quien en ese momento era director Luis Martínez de Galinsoga quien, tras creer que una misa oficiada en latín lo era en catalán, profirió frases insultantes y ofensivas contra los catalanes.
Durante el mismo período, Unió Democràtica de Catalunya inició contactos con el Partido Nacionalista Vasco y con otros grupos de inspiración cristiana de ámbito español, con los que formó una coordinadora, el Equipo Demócrata Cristiano del Estado Español. Junto al resto de fuerzas políticas democratacristianas se integró en la Unión Europea Democratacristiana, siendo miembro fundador de la Internacional Demócratacristiana, posteriormente Partido Demócrata Europeo y Partido Popular Europeo.
En 1965 participó en la gestación de Unió Democràtica del País Valencià y, en 1974, de Unión Democrática de las Islas Baleares.
El partido fue igualmente miembro de diversas plataformas de coordinación de los partidos democráticos, como la Asamblea de Cataluña o la Comisión Coordinadora de Fuerzas Políticas de Cataluña.

### Restauración democrática

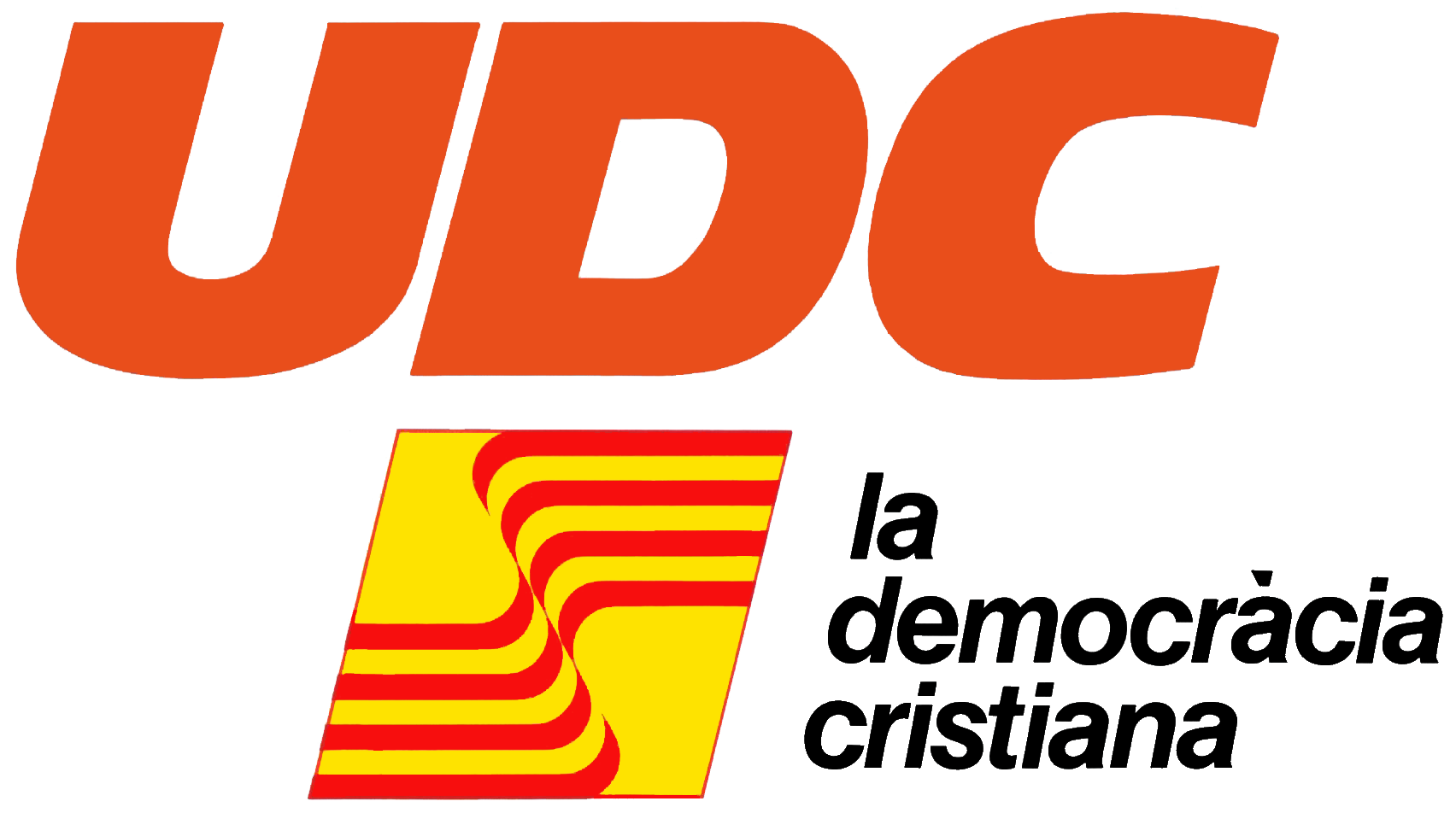
Logotipo de UDC en 1977.

En las elecciones generales de 1977, Unió Democrática de Catalunya formó una candidatura conjunta para el Congreso de los Diputados con la Federación de la Democracia Cristiana, liderada por Joaquín Ruiz-Giménez, a la que en Cataluña se denominó Unió del Centre i la Democràcia Cristiana de Catalunya, que obtuvo dos diputados, uno de ellos para UDC. Para el Senado, esa coalición se amplió con una candidatura conjunta con el Pacte Democràtic per Catalunya (a su vez coalición entre Convergència Democràtica de Catalunya, Partit Socialista de Catalunya-Reagrupament y Esquerra Democràtica de Catalunya), liderada por Jordi Pujol.
En 1978 se produjo una escisión del partido, liderada por Antón Cañellas, que formó Unió Democràtica de Centre Ample, que se coaligó con Unión de Centro Democrático y Unió del Centre de Catalunya para formar Centristes de Catalunya-UCD. Unos meses después, en septiembre de 1978 se firmaron las bases para la constitución de Convergència i Unió (CiU), mediante la coalición de Unió con la Convergencia Democrática de Cataluña (CDC) que encabezaba Jordi Pujol. Esta coalición iba predominar en la política catalana durante casi cuarenta años.
En el marco de dicha coalición UDC ha formado parte del Gobierno de la Generalidad de Cataluña ininterrumpidamente desde 1980 hasta 2003 y, posteriormente, ya como federación de partidos, de 2010 a 2015. Sus dirigentes, cuando la coalición ha ganado las elecciones al Parlamento de Cataluña, han sido presidentes del mismo, como Miquel Coll, Joaquim Xicoy, Joan Rigol o Núria de Gispert.

### Crisis y desaparición

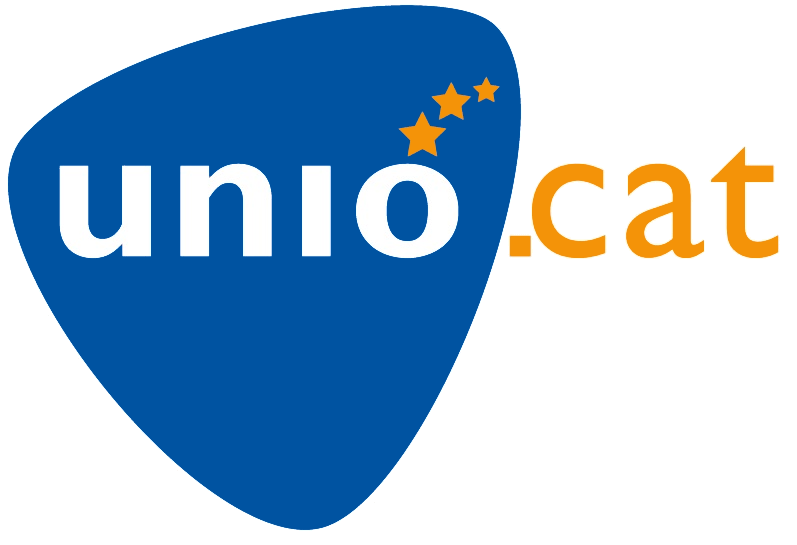
Logotipo de UDC en 2015.

Según el Tribunal de Cuentas, en 2011 UDC tenía un patrimonio neto negativo de 11.288.910 euros. Por otro lado, en 2013 el partido reconoció judicialmente su culpabilidad por corrupción en el caso Pallerols, al asumir junto a sus exdirigentes Lluís Gavaldà, Vicenç Gavaldà y Santiago Vallvé la sustracción de 388.483 euros destinados por la Unión Europea a formación para desempleados.
Sin embargo, la crisis que acabaría con la disolución del partido se desencadenó debido a las diferencias entre las direcciones de UDC y CDC con respecto al proceso soberanista iniciado en 2012. El 14 de junio de 2015 UDC realizó una consulta a su militancia en la que la dirección pedía poner límites a la apuesta independentista de CDC y los militantes decidieron apoyar a la dirección con un ajustado 50,9 % a favor, lo que supuso de facto la división del partido en dos. Tras el ultimátum de CDC a UDC para que esta última se sumara a la hoja de ruta independentista, todos los miembros de UDC abandonaron el gobierno catalán, entre ellos la vicepresidenta y otros dos consejeros, además de diversos cargos altos y medios. Pese a ello, aseguraron que UDC mantendría la federación con CDC. Finalmente, el 18 de junio UDC dio por rota la federación Convergència i Unió (CiU) cuando anunció que se presentaría en solitario a las elecciones. Esta decisión llevó a una gran escisión y muchos miembros, algunos destacados como Joan Rigol y Núria de Gispert, que ya habían mostrado su desacuerdo con la dirección del partido, se agruparon finalmente en Demócratas de Cataluña, en apoyo a la independencia de Cataluña.
En las elecciones al Parlamento de Cataluña de 2015 UDC no obtuvo representación, como tampoco la obtendría unos meses después en las elecciones generales. Esto ahondó la grave crisis que ya experimentaba el partido, al dejarlo carente de representación parlamentaria y sin posibilidad de acceso a subvenciones públicas.
En septiembre de 2016 el juzgado mercantil decretó que la formación tenía una deuda de 22,5 millones de euros y admitió unos activos de sólo 5,8 millones de euros. Una vez iniciada la fase de liquidación, el administrador concursal valoró los activos del partido para valorar qué parte de la deuda se podía pagar a los acreedores de la formación. El 24 de marzo de 2017 el comité de gobierno de UDC se reunió con un solo punto en el orden del día: acatar el auto de inicio del proceso de liquidación, dictado por el Juzgado Mercantil número 4 de Barcelona en el marco del proceso concursal iniciado a petición del partido, lo que automáticamente supuso el cese de la actividad y afrontar la disolución. Con este acatamiento, el comité dio por agotado su mandato, decisión que hizo extensiva al resto de órganos territoriales y sectoriales del partido.
En junio de 2017 se presentó públicamente en Barcelona el nuevo partido Units per Avançar, promovido por antiguos cargos de UDC y otras personas de su entorno, que en su convención fundacional propuso formar una alianza electoral junto al PSC y otros sectores del catalanismo no independentista.

## Presidentes del partido
- 1963-1988: Miquel Coll.
- 1988-1990: Joan Rigol.
- 1990-2016: Josep Antoni Duran.

## Resultados electorales

### Congreso de los Diputados
| Comicios | Cabeza de lista             | # de votos | % de votos Cataluña | Escaños obtenidos Cataluña | +/–         | Notas                                                                 |
| -------- | --------------------------- | ---------- | ------------------- | -------------------------- | ----------- | --------------------------------------------------------------------- |
| 1977     | Antón Cañellas              | 172.791    | 5,67% (#5)          | 1/47                       | -           | Como parte de Unió del Centre i la Democràcia Cristiana de Catalunya. |
| 1979     | Jordi Pujol                 | N/D        | N/D                 | 1/47                       | Sin cambios | Como parte de Convergència i Unió.                                    |
| 1982     | Miquel Roca                 | N/D        | N/D                 | 3/47                       | 2           | Como parte de Convergència i Unió.                                    |
| 1986     | Miquel Roca                 | N/D        | N/D                 | 5/47                       | 2           | Como parte de Convergència i Unió.                                    |
| 1989     | Miquel Roca                 | N/D        | N/D                 | 5/46                       | Sin cambios | Como parte de Convergència i Unió.                                    |
| 1993     | Miquel Roca                 | N/D        | N/D                 | 5/47                       | Sin cambios | Como parte de Convergència i Unió.                                    |
| 1996     | Joaquim Molins              | N/D        | N/D                 | 5/46                       | Sin cambios | Como parte de Convergència i Unió.                                    |
| 2000     | Xavier Trias                | N/D        | N/D                 | 5/46                       | Sin cambios | Como parte de Convergència i Unió.                                    |
| 2004     | Josep Antoni Duran i Lleida | N/D        | N/D                 | 4/47                       | 1           | Como parte de Convergència i Unió.                                    |
| 2008     | Josep Antoni Duran i Lleida | N/D        | N/D                 | 4/47                       | Sin cambios | Como parte de Convergència i Unió.                                    |
| 2011     | Josep Antoni Duran i Lleida | N/D        | N/D                 | 6/47                       | 2           | Como parte de Convergència i Unió.                                    |
| 2015     | Josep Antoni Duran i Lleida | 65.388     | 1,74% (#7)          | 0/47                       | 6           | En solitario.                                                         |

### Parlamento de Cataluña
| Comicios                                                                   | Cabeza de lista | # de votos   | % de votos | Escaños obtenidos | +/–         | Notas                                  |
| -------------------------------------------------------------------------- | --------------- | ------------ | ---------- | ----------------- | ----------- | -------------------------------------- |
| 1932                                                                       | Pau Romeva      | N/D          | N/D        | 1/85              | -           | En coalición con la Liga Regionalista. |
|                                                                            |                 |              |            |                   |             |                                        |
| 1980                                                                       | Jordi Pujol     | N/D          | N/D        | 8/135             | -           | Dentro de Convergència i Unió (CiU).   |
| 1984                                                                       | Jordi Pujol     | N/D          | N/D        | 16/135            | 8           | Dentro de Convergència i Unió (CiU).   |
| 1988                                                                       | Jordi Pujol     | N/D          | N/D        | 15/135            | 1           | Dentro de Convergència i Unió (CiU).   |
| 1992                                                                       | Jordi Pujol     | N/D          | N/D        | 16/135            | 1           | Dentro de Convergència i Unió (CiU).   |
| 1995                                                                       | Jordi Pujol     | N/D          | N/D        | 14/135            | 2           | Dentro de Convergència i Unió (CiU).   |
| 1999                                                                       | Jordi Pujol     | N/D          | N/D        | 13/135            | 1           | Dentro de Convergència i Unió (CiU).   |
| 2003                                                                       | Artur Mas       | N/D          | N/D        | 13/135            | Sin cambios | Dentro de Convergència i Unió (CiU).   |
| 2006                                                                       | Artur Mas       | N/D          | N/D        | 14/135            | 1           | Dentro de Convergència i Unió (CiU).   |
| 2010                                                                       | Artur Masa      | N/D          | N/D        | 17/135            | 3           | Dentro de Convergència i Unió (CiU).   |
| 2012                                                                       | Artur Masa      | N/D          | N/D        | 13/135            | 4           | Dentro de Convergència i Unió (CiU).   |
| 2015                                                                       | Ramon Espadaler | 103 293 (#7) | 2,51%      | 0/135             | 13          | En solitario.                          |
| a Artur Mas era el cabeza de lista de CiU, pero Joana Ortega lo era de UDC |                 |              |            |                   |             |                                        |

## Sucesores
- De UDC: Demócratas de Cataluña (I) y Units per Avançar (C).[2]
- De Convergència i Unió: Democràcia i Llibertat (formado por CDC y disidentes de UDC —Demócratas de Cataluña–), Junts per Catalunya (coalición).[2]